# Nógrádi Sándor
Nógrádi Sándor (Fülek, 1894. május 14. – Budapest, 1971. január 1.) kommunista politikus, katona, diplomata.

## Származása, tanulmányai
Grünbaum Simon pék és Kohn Záli gyermekeként zsidó családban született. 1918-tól a Nógrádi nevet használta.
Szécsényen járt elemi iskolába, utána Losoncon végzett négy gimnáziumi osztályt, majd apja versegi pékségében inaskodott tíz hónapig. 1909-ben rézesztergályos tanoncnak szegődött Budapestre. 1911 őszén tüdőbetegsége miatt visszatért szüleihez Losoncra, és villanyszerelő-tanonc lett. 1912 tavaszán a losonci mezőgazdasági gépgyárban helyezkedett el. Magánúton tanult németül és franciául. 1914 nyarán levizsgázott a felső kereskedelmi iskola első osztályának anyagából.

## Pályafutása
1915-ben hadiüzemi műszaki alkalmazott lett, ezért felmentették a hadkötelezettség alól. 1916-ban szakszervezeti főbizalmivá választották munkahelyén. 1918 áprilisában önkéntesként bevonult katonának, frontszolgálatot nem teljesített, 1918 novemberében leszerelték.
1918 végén belépett az MSZDP-be, majd az Ipari és Közlekedési Tisztségviselők Országos Szövetsége helyi szervezete titkáraként részt vett a kommunista párt losonci csoportjának megalakításában. 1919 februárjában részt vett a dél-szlovákiai általános sztrájk szervezésében, majd Budapestre menekült, ahol belépett a Kommunisták Magyarországi Pártjába. A Tanácsköztársaság idején tisztviselő, majd az Országos Statisztikai Hivatal ellenőre lett. 1919 májusában a Vörös Hadsereg szakaszparancsnokaként került a frontra. A Tanácsköztársaság leverése után visszament Losoncra, ahol kommunista propaganda terjesztése miatt 1921 februárjában három hónapra bebörtönözték. 1922-től Prágában a cseh kommunista ifjúsági szövetség egyik titkára volt. A kommunista párt vezetése 1923 májusában Berlinbe küldte, ahol egy német kommunista lap szerkesztőségében dolgozott. 1923. októbertől Moszkvában a Kommunista Internacionálé Végrehajtó Bizottsága titkárságának munkatársa volt. 1924 szeptemberében Bécsbe, onnan Bukarestbe utazott, ahol illegális kommunista tevékenység miatt letartóztatták, de sikerült megszöknie. 1925-től a moszkvai pártiskolában tanult. 1928 őszétől Csehszlovákiában egy német nyelvű napilapot szerkesztett.
1931-től a Fasizmus- és Háborúellenes Világbizottság titkáraként Nyugat-Európában, főként Franciaországban dolgozott. A spanyol polgárháború kezdetétől a Fegyvert Spanyolországnak nevű mozgalmat szervezte. A polgárháborút követően Franciaországban internálták. A második világháború kitörésekor visszatért a Szovjetunióba, s az 1940 őszén a Moszkvába érkező Rákosi Mátyás kérésére átlépett a magyar pártba. A világháború idején a moszkvai magyar nyelvű Kossuth Rádió bemondója, szerkesztője, majd a Kijev mellett megszervezett partizániskola magyar tagozatának parancsnoka volt. 1944. októbertől maga is részt vett a Felvidéken zajló partizánharcokban, egysége 1944. december végén csatlakozott a 2. Ukrán Front csapataihoz.

### A második világháború után
1945. január közepétől Magyarországon Borsod, Nógrád, Heves és Abaúj-Torna-Zemplén vármegyéket átfogó régiótitkárként szervezte a Magyar Kommunista Pártot. 1945 májusában a párt Központi Vezetőségének tagja lett. Beválasztották az Ideiglenes Nemzetgyűlésbe, s ettől kezdve 1967-ig folyamatosan részt vett a magyar országgyűlés munkájában. 1945. novembertől 1947. januárig az Iparügyi Minisztérium államtitkára volt. 1947. januártól a KV Propaganda Osztályát vezette, egyúttal tagja lett a KV Szervező Bizottságának. 1947. novembertől a Miniszterelnökség politikai államtitkáraként dolgozott, decemberben kinevezték az Elhagyott Javak Kormánybiztossága Elnöki Tanácsának elnökévé.
1948. decemberben altábornagyi rangban honvédelmi miniszterhelyettessé nevezték ki, és megbízták a Honvédelmi Minisztérium akkor megalakított Politikai Főcsoportfőnöksége vezetésével. Köze volt a koholt katonaperek megrendezéséhez bírósági ülnökként, viszont később őt magát is Puskin szovjet nagykövet és Farkas Mihály közbenjárása mentette meg a letartóztatástól. 1955 júliusától vezérezredesi rangban, a honvédelmi miniszter első helyettese lett. 1955. decemberben innen tartalékállományba került, mert átvette a KV Agitációs és Propaganda Osztályának vezetését. 1956. március 13-án tagja lett a Farkas Mihály ügyének kivizsgálására alakított bizottságnak.
Az 1956-os forradalom idején 1956. október 26-ig tagja volt az MDP KV Katonai Bizottságának. 1956. novembertől a Magyar Szocialista Munkáspárt Ideiglenes Központi Bizottsága Szervező Bizottsága tagja és az Agitációs és Propaganda Osztály vezetője volt. Kádár Jánosnak fenntartásai voltak vele szemben, ezért diplomáciai pályára irányították. 1957. május 1-jén főosztályvezetőként a Külügyminisztérium állományába vették, s május 9-én megbízták a pekingi nagykövetség vezetésével. Szerepe volt az akkoriban felívelő kínai-magyar kapcsolatok fejlesztésében. Az 1957. júniusi pártértekezleten bekerült az MSZMP Központi Bizottságába. 1959. decemberben megválasztották az MSZMP Központi Ellenőrző Bizottsága (KEB) elnökévé, ezért visszatért diplomáciai szolgálatából. 1962-ben Aczél Györggyel együtt felkereste a Szovjetunióban „száműzetésben” élő Rákosi Mátyást, hogy kikérdezze a koncepciós perekben játszott szerepéről .
1962 novemberében kimaradt a KB-ból. 1963. márciusban az Elnöki Tanács tagjává választották. 1966. decemberben a KEB éléről vonult nyugállományba, ugyanakkor újra KB-tag lett. A kollektív államfői testületnek 1967. áprilisig, a KB-nak, a „pártparlamentnek” élete végéig tagja maradt.

## Főbb tisztségei
- Az MKP, illetve MDP KV tagja 1945. május 21.–1956. október 31.
- Az Iparügyi Minisztérium politikai államtitkára 1945. november 23.–1947. január 16.
- Az MKP Propaganda Osztálya vezetője 1947. január–1947. november
- Az MKP KV Szervező Bizottsága tagja 1947. január 10.–1948. június 14.
- A Miniszterelnökség politikai államtitkára 1947. november 12.–1948. december
- Az MDP KV Szervező Bizottsága tagja 1948. november 28.–1953. június 28.
- Honvédelmi miniszterhelyettes 1948. december 3.–1955. február 10.
- A honvédelmi miniszter első helyettese 1955. július–1955. december
- Az MSZMP IKB Agitációs és Propaganda Osztálya vezetője 1956. november 21.–1957. február 19.
- Az MSZMP IKB Szervező Bizottsága tagja 1956. november 26.–1957. február 6.
- Pekingi és hanoi nagykövet 1957. május 9.–1960. január
- Az MSZMP KB tagja 1957. június 29.–1962. november 24.
- Az MSZMP Központi Ellenőrző Bizottsága elnöke 1959. december 5.–1966. december 3.
- Az MSZMP KB tagja 1966. december 3.–1971. január 1.

## Művei
- A politikai tiszt; Szikra Ny., Bp., 1949
- A marxizmus-leninizmus tanítása az igazságos és igazságtalan háborúkról; H. M., Bp., 1951 (A honvédség politikai kiskönyvtára)
- A Bolsevikok Pártja a külföldi intervenció és a polgárháború szakaszában; Szikra, Bp., 1951 (A Magyar Dolgozók Pártja Pártfőiskolájának előadásai)
- Az európai kollektív biztonság és Németország egysége; Szikra, Bp., 1956 (Az MDP Politikai Akadémiája)
- Emlékeimből; Kossuth, Bp., 1961
- Új történet kezdődött; Kossuth, Bp., 1966
- Történelmi lecke; Kossuth, Bp., 1970

## Emlékezete
- Salgótarjánban múzeumot neveztek el róla, az intézmény mai neve Dornyay Béla Múzeum.
- A tatai katonai kollégium az ő nevét viselte, az intézmény a rendszerváltás után megszűnt.
- Szécsényben a Nógrádi Sándor Gimnázium és Mezőgazdasági Szakközépiskola kapta róla a nevét.